# 665型电力动车组
665型电力动车组（产品名称：中车天狼星号电力动车组 / CRRC Sirius）是中国中车制造的铁路动车组，为中国首列出口欧盟的城际客运列车，昵称“天狼星” 。捷克运营商RegioJet曾运营该车辆。

## 沿革
该列车原计划由捷克利奧快車运营，主要运行城际和国际路线。2016年该公司與中車簽署供貨合同订购了三列列车，并可以增加至30列 ，随后于2019年接收到第一列列车，利奧快車计划将车辆部署在捷克和斯洛伐克的路线 。
665型电力动车组配备ETCS系统，可在两种电力系统（25kV 50Hz交流电 / 3kV直流电）下运行，最高时速160km/h；车体长度111.2m，采用六节编组，为一动五拖的动力集中式列车，最多可容纳300名乘客。
然而，但由於列車取得歐盟認證過程冗長，加上利奧快車获得西班牙國家鐵路和鐵路建設和協助公司注资后，2022年終止利奧快車了与中车的合約。但中車仍繼續推动665型动车组获得欧盟認證，并承担相关费用。
2024年1月初在RegioJet的支持下天狼星号开始進行試运营，并于2024年2月5日開始在捷克长途铁路线R23科林 - 拉贝河畔乌斯季载客试營運；另外第二列天狼星号作为備份，目前擁有臨時營運許可。2024年6月RegioJet对该列车的客運測試服務終止，一度传出RegioJet将不再运营该列车。但随后RegioJet表示将在当局監督下继续進行測試。9月RegioJet进一步宣布将通过为期五年的租赁合同引进全部三列天狼星号动车组，在今年12月15日新列车时刻表实施之际正式投用。投入初期仍是以試运营名义运行，预计2025年初获得捷克正式运营批准。

## 技術設計
665型电力动车组為雙电源系統（交流电25 kV，50 Hz / 直流电3 kV），最高速度為160 km/h，啟動時最大加速度為0.8 m/s。配備歐洲統一的ETCS安全裝置。室內配備空調、USB和230 V插座、wifi，列车共有314個座位，其中頭等艙座位40個，布局排列為1+1，二等艙座位布局多為2+2。

## 图集

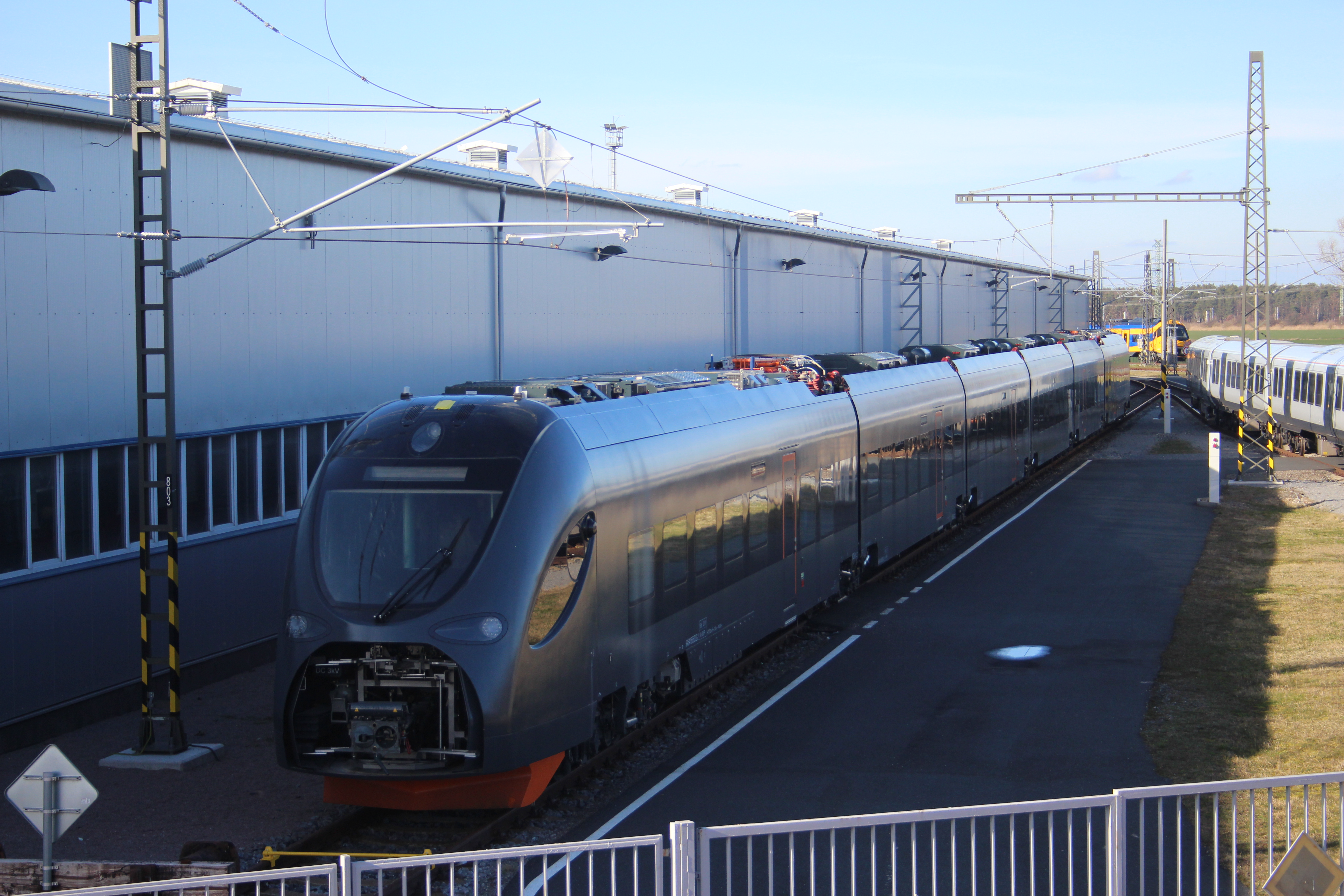
测试期间的665型电力动车组1号车
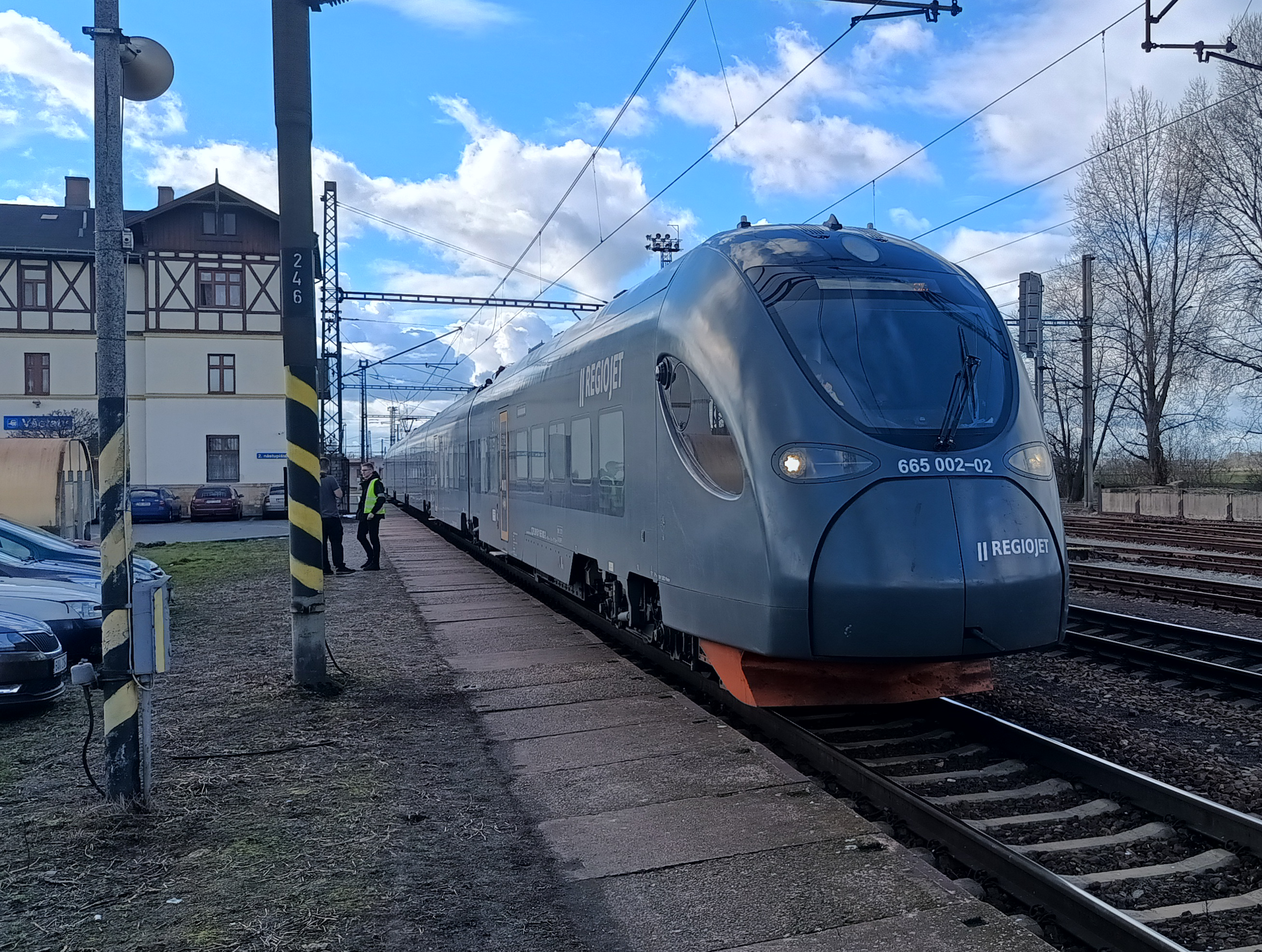
正在試运营的665型電力動車組
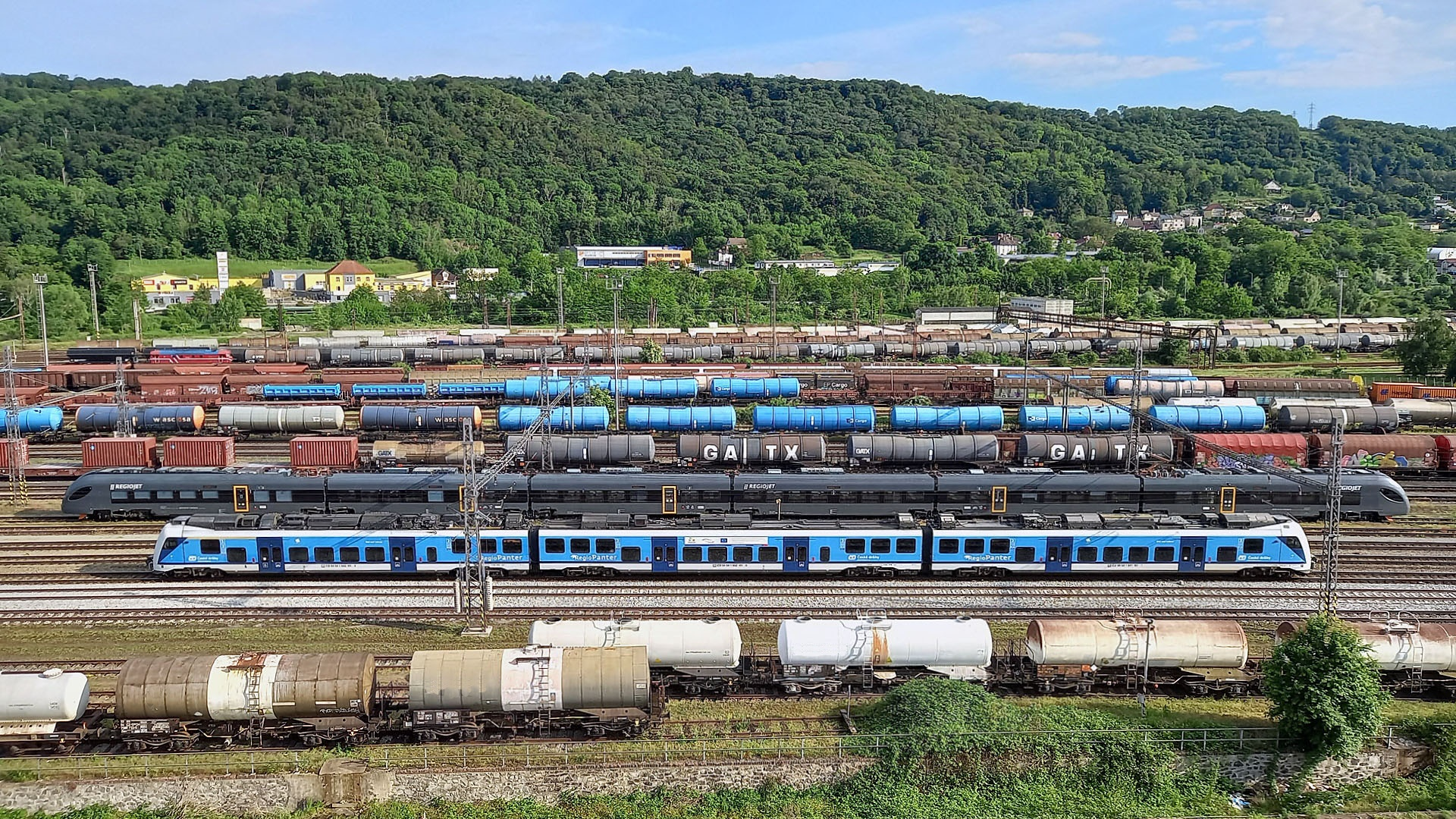
665型電力動車組 (黑)与捷克铁路的640型電力動車組（英语：Škoda 7Ev） (蓝)

## 外部连接
- Sirius动车组 （页面存档备份，存于）